# Берроуз, Уильям Сьюард (изобретатель)
Уильям Сьюард Берроуз (28 января 1857, Рочестер, Нью-Йорк — 14 сентября 1898) — американский изобретатель, основатель компании American Arithmometer Company, позже переименованной в Burroughs Adding Machine Company и ставшей одной из крупнейших компаний по производству компьютерной техники.

## Биография
Путь Уильяма Берроуза сходен с основателем компании Microsoft — Биллом Гейтсом. Занимаясь расчётами по счетам в банке, он решил упростить этот процесс. Дома он построил арифмометр, а в 1886 году создал компанию по их производству — American Arithmometer Company.
Его дело развил сын. Внук, известный писатель поколения битников — Уильям Берроуз.

## Патенты
- US patent 388,116 Calculating-machine. Август 1888.
- US patent 388,117 Calculating-machine. Август 1888.
- US patent 388,118 Calculating-machine. Август 1888.
- US patent 388,119 Calculating-machine. Август 1888.